# Batununggal (Bandung Kidul)
Batununggal is een bestuurslaag in het regentschap Kota Bandung van de provincie West-Java, Indonesië. Batununggal telt 19.323 inwoners (volkstelling 2010).